# Tor Poznań
Der Tor Poznań ist eine Motorsport-Rennstrecke, welche sich ca. 270 km östlich von Berlin in Poznań befindet. Die Strecke ist von der FIA mit dem Grad 3 zertifiziert und damit die einzige Rennstrecke in Polen, welche diese internationale Zertifizierung besitzt.

## Streckenbeschreibung
Die Rennstrecke, welche für Automobilsport und Motorradsport geeignet ist, ist 4083 Meter lang und hat eine Breite von 12 Metern. Sie hat dreizehn Kurven, wobei es sieben Rechts- und sechs Linkskurven gibt. Tor Poznań besitzt ein geteertes Fahrerlager mit zwanzig Zelt-Boxen und die Fahrtrichtung der Rennstrecke ist Rechts im Uhrzeigersinn. Die Motorsportanlage beinhaltet zudem eine circa 1,5 km lange Kartstrecke, welche ebenfalls 12 Meter breit ist.

## Geschichte

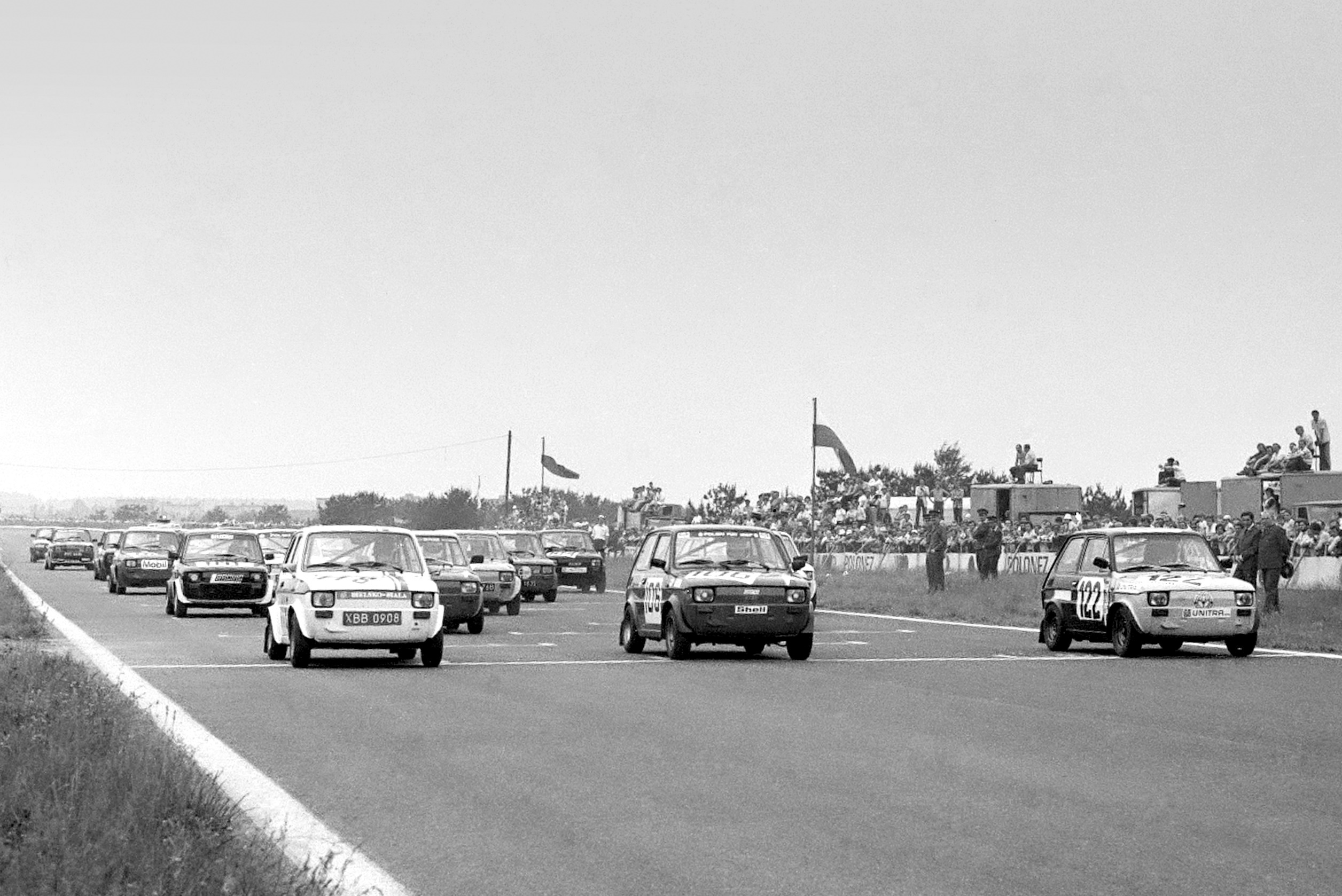
Rennen des polnischen Fiat 126-Cups am 15. Juni 1980 auf dem Tor Poznań

Die Rennstrecke befindet sich auf einem ehemaligen Teil des Flughafens Ławica. Der Bau wurde 1975 auf früheren Start- und Landebahnen begonnen und war eine Zusammenarbeit zwischen dem Automobilklub Wielkopolski und Fabryka Samochodow. Am 1. Dezember 1977 wurde die Rennstrecke offiziell eröffnet. Drei Jahre später wurde die Kartstrecke im südöstlichen Teil der Strecke fertig gestellt und im Oktober eröffnet. Ungewöhnlicherweise beinhaltet die Kartstrecke einen Teil der längeren Rennstrecke, womit beide Kurse nicht parallel betrieben werden können. 2006 und 2013 wurde die Rennstrecke komplett neu asphaltiert. Nach der Neuasphaltierung im Jahr 2006 fuhr Peter Milavec im Lola T92/50 F3000 mit einer Zeit von 1:25:553 die offiziell schnellste Rennrunde der Strecke. Marc Gené hält mit einer Zeit von 1:14:7 den inoffiziellen Streckenrekord, welchen er während einer Demonstrationsfahrt mit dem Ferrari 248 F1 des Teams Scuderia Ferrari erzielte.
2015 wurde eine virtuelle Version von Tor Poznań für das Rennspiel Assetto Corsa erstellt. Dabei wurde die Strecke auf der Grundlage von Laserdaten nachgebaut. 2021 wurde das virtuelle Tor Poznań auf die Version 2.0 aktualisiert. Die virtuelle Version steht für die nicht kommerzielle Nutzung kostenlos zur Verfügung und wurde von der Simracing-Community über 130.000 Mal heruntergeladen.